# Ulf Hallstensson
Ulf Harald Hallstensson, född 27 april 1965 i Luleå, Norrbottens län, är en svensk före detta innebandyspelare och innebandytränare. Han har varit förbundskapten för både Sveriges damlandslag i innebandy samt för Sveriges herrlandslag i innebandy. Som spelare representerade han FK Luleå under slutet av 1980- och början av 90-talet under en tid när klubben tillhörde Sverigetoppen.